# Waldfriedhof Lauheide
Het Waldfriedhof Lauheide is een begraafplaats ten noordoosten van de stad Münster in de Duitse deelstaat Noordrijn-Westfalen.
De begraafplaats is 84 ha groot en omvat ongeveer 35.000 graven. Hoewel de begraafplaats grotendeels in de gemeente Telgte ligt, is hij zowel in beheer als in eigendom van de stad Münster.

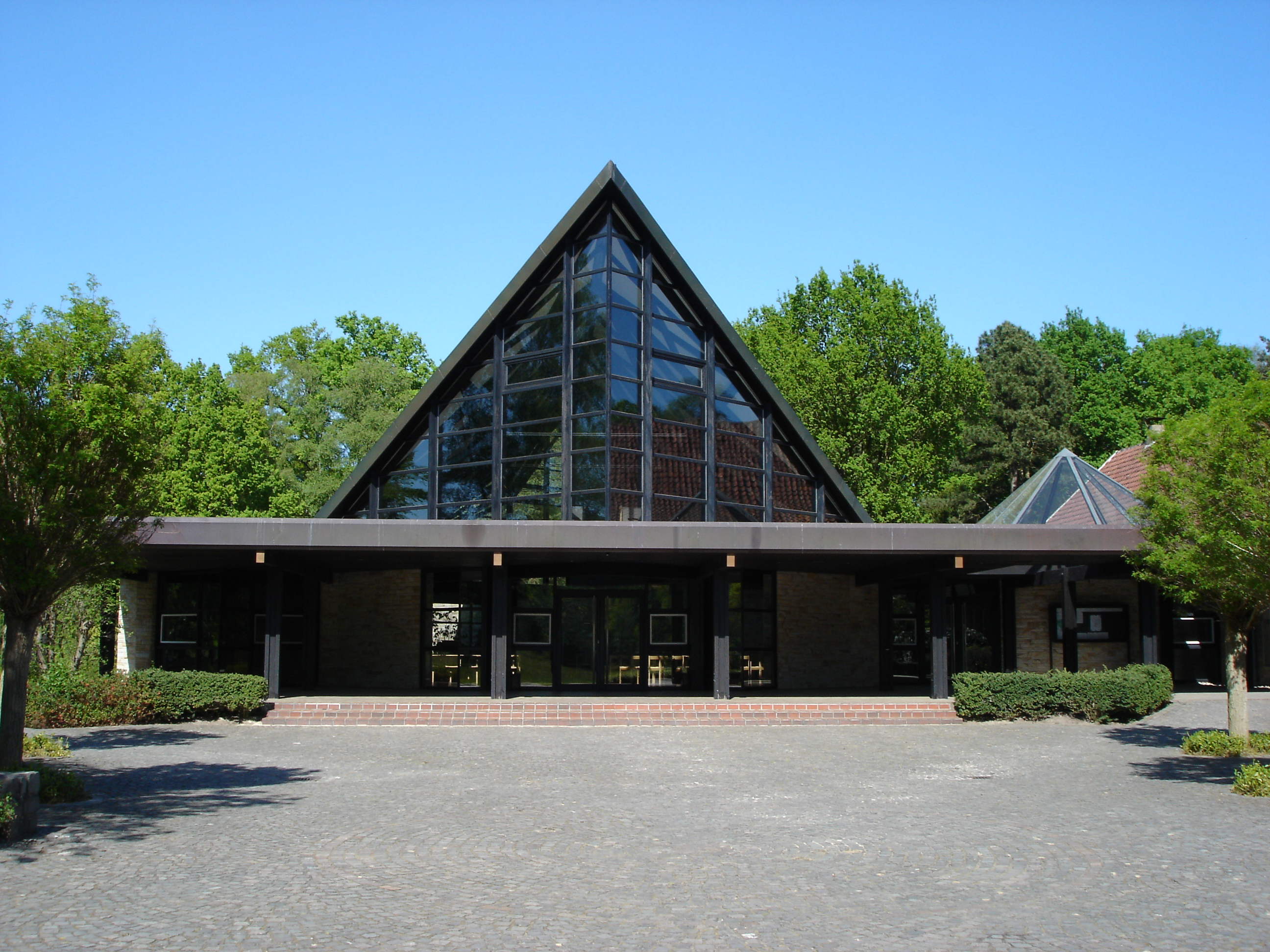
Rouwcentrum

De begraafplaats heeft aparte afdelingen voor Duitse slachtoffers en voor slachtoffers van het Gemenebest tijdens de Tweede Wereldoorlog. Op het Duitse deel bevinden zich 894 graven, niet alleen van soldaten maar ook van 40 kinderen en 215 volwassen slachtoffers van de geallieerde bombardementen van oktober 1943 en september 1944. Ook zijn er 11 graven van slachtoffers uit andere Europese landen aanwezig.

## Munster Heath War Cemetery
Op gedeelte voor slachtoffers uit het Gemenebest bevonden zich 740 graven van soldaten die sneuvelden tijdens operaties in het Münsterland in 1945. De graven worden onderhouden door de Commonwealth War Graves Commission, die de begraafplaats geregistreerd heeft als Munster Heath War Cemetery.
Eén van de stadsbuslijnen van Münster heeft een halte bij de ingang van het kerkhof.